# Гласмејнор (Мериленд)
Гласмејнор (енгл. Glassmanor) насељено је место без административног статуса у америчкој савезној држави Мериленд.

## Демографија
По попису из 2010. године број становника је 17.295.
| Група             | 2000.    | 2010.          |
| Белци             | 0 (0,0%) | 275 (1,6%)     |
| Афроамериканци    | 0 (0,0%) | 15.433 (89,2%) |
| Азијати           | 0 (0,0%) | 144 (0,8%)     |
| Хиспаноамериканци | 0 (0,0%) | 1.302 (7,5%)   |
| Укупно            | 0        | 17.295         |